# Sindaci di Torregrotta
Di seguito l'elenco cronologico dei sindaci di Torregrotta e delle altre figure apicali equivalenti che si sono succedute nel corso della storia.

## Regno d'Italia (1861-1946)
| Podestà nominati dal governo (1926-1943)                   | Podestà nominati dal governo (1926-1943) | Podestà nominati dal governo (1926-1943) | Podestà nominati dal governo (1926-1943) | Podestà nominati dal governo (1926-1943) | Podestà nominati dal governo (1926-1943) |
| Nominativo                                                 | Partito                                  | Partito                                  | Mandato                                  | Mandato                                  | Note                                     |
| Nominativo                                                 | Partito                                  | Partito                                  | Inizio                                   | Fine                                     | Note                                     |
| ---------------------------------------------------------- | ---------------------------------------- | ---------------------------------------- | ---------------------------------------- | ---------------------------------------- | ---------------------------------------- |
| Pietro Mezzasalma                                          |                                          | Partito Nazionale Fascista               | 8 luglio 1926                            | 23 maggio 1930                           | [ N 1 ]                                  |
| Giacomo Furia (Commissario prefettizio)                    | –                                        | –                                        | maggio 1930                              | luglio 1930                              |                                          |
| Aurelio Coppolino (Commissario prefettizio)                | –                                        | –                                        | luglio 1930                              | agosto 1933                              |                                          |
| Aurelio Coppolino                                          |                                          | Partito Nazionale Fascista               | 4 agosto 1933                            | agosto 1935                              |                                          |
| Giuseppe Urso (Commissario prefettizio)                    | –                                        | –                                        | settembre 1935                           | ottobre 1935                             |                                          |
| Giuseppe Caliri (Commissario prefettizio)                  | –                                        | –                                        | 18 ottobre 1935                          | luglio 1936                              |                                          |
| Antonino Magno                                             |                                          | Partito Nazionale Fascista               | 20 luglio 1936                           | settembre 1943                           | [ N 2 ]                                  |
| Sindaci del periodo costituzionale transitorio (1943-1946) |                                          |                                          |                                          |                                          |                                          |
| Nominativo                                                 | Partito                                  | Partito                                  | Mandato                                  | Mandato                                  | Note                                     |
| Nominativo                                                 | Partito                                  | Partito                                  | Inizio                                   | Fine                                     | Note                                     |
| Gaetano Mezzasalma                                         | –                                        | –                                        | ottobre 1943                             | novembre 1943                            | [ N 3 ]                                  |
| Giuseppe Saladino                                          | –                                        | –                                        | 7 dicembre 1943                          | ottobre 1946                             |                                          |

## Repubblica italiana (dal 1946)
| Sindaci eletti dal Consiglio comunale (1946-1993)    | Sindaci eletti dal Consiglio comunale (1946-1993) | Sindaci eletti dal Consiglio comunale (1946-1993) | Sindaci eletti dal Consiglio comunale (1946-1993) | Sindaci eletti dal Consiglio comunale (1946-1993) | Sindaci eletti dal Consiglio comunale (1946-1993) | Sindaci eletti dal Consiglio comunale (1946-1993) | Sindaci eletti dal Consiglio comunale (1946-1993) |
| Nominativo                                           | Partito                                           | Partito                                           | Partito                                           | Partito                                           | Mandato                                           | Mandato                                           | Note                                              |
| Nominativo                                           | Partito                                           | Partito                                           | Partito                                           | Partito                                           | Inizio                                            | Fine                                              | Note                                              |
| ---------------------------------------------------- | ------------------------------------------------- | ------------------------------------------------- | ------------------------------------------------- | ------------------------------------------------- | ------------------------------------------------- | ------------------------------------------------- | ------------------------------------------------- |
| Giuseppe Saladino                                    |                                                   | Indipendente                                      | Indipendente                                      | Indipendente                                      | ottobre 1946                                      | maggio 1952                                       |                                                   |
| Giuseppe Saladino                                    | 8 giugno 1952                                     | Indipendente                                      | Indipendente                                      | Indipendente                                      | maggio 1956                                       |                                                   |                                                   |
| Giovanni Tripoli                                     |                                                   | Indipendente                                      | Indipendente                                      | Indipendente                                      | 10 giugno 1956                                    | novembre 1960                                     |                                                   |
| Giovanni Tripoli                                     |                                                   | Democrazia Cristiana                              | Democrazia Cristiana                              | Democrazia Cristiana                              | novembre 1960                                     | 11 ottobre 1964                                   | [ N 4 ]                                           |
| Anna Scalia                                          |                                                   | Indipendente                                      | Indipendente                                      | Indipendente                                      | novembre 1964                                     | marzo 1967                                        | [ N 5 ]                                           |
| Domenico Magliarditi                                 |                                                   | Democrazia Cristiana                              | Democrazia Cristiana                              | Democrazia Cristiana                              | 10 aprile 1967                                    | agosto 1967                                       | [ N 6 ]                                           |
| Andrea Nastasi                                       |                                                   | Democrazia Cristiana                              | Democrazia Cristiana                              | Democrazia Cristiana                              | 20 agosto 1967                                    | 22 dicembre 1967                                  | [ N 7 ]                                           |
| Girolamo Traina (Commissario regionale)              | –                                                 | –                                                 | –                                                 | –                                                 | gennaio 1968                                      | settembre 1968                                    |                                                   |
| Pietro Antonazzo (Commissario regionale)             | –                                                 | –                                                 | –                                                 | –                                                 | ottobre 1968                                      | novembre 1968                                     |                                                   |
| Domenico Magliarditi                                 |                                                   | Democrazia Cristiana                              | Democrazia Cristiana                              | Democrazia Cristiana                              | novembre 1968                                     | novembre 1973                                     |                                                   |
| Domenico Magliarditi                                 | novembre 1973                                     | Democrazia Cristiana                              | Democrazia Cristiana                              | Democrazia Cristiana                              | 3 marzo 1974                                      | [ N 8 ]                                           |                                                   |
| Domenico Magliarditi                                 | 8 aprile 1974                                     | Democrazia Cristiana                              | Democrazia Cristiana                              | Democrazia Cristiana                              | giugno 1979                                       |                                                   |                                                   |
| Domenico Magliarditi                                 | giugno 1979                                       | Democrazia Cristiana                              | Democrazia Cristiana                              | Democrazia Cristiana                              | giugno 1984                                       |                                                   |                                                   |
| Domenico Magliarditi                                 | giugno 1984                                       | Democrazia Cristiana                              | Democrazia Cristiana                              | Democrazia Cristiana                              | 23 luglio 1987                                    | [ N 9 ]                                           |                                                   |
| Domenico Magliarditi                                 | 1 settembre 1987                                  | Democrazia Cristiana                              | Democrazia Cristiana                              | Democrazia Cristiana                              | maggio 1989                                       |                                                   |                                                   |
| Domenico Magliarditi                                 | giugno 1989                                       | Democrazia Cristiana                              | Democrazia Cristiana                              | Democrazia Cristiana                              | 21 maggio 1990                                    | [ N 10 ]                                          |                                                   |
| Concetto Trifilò                                     |                                                   | Democrazia Cristiana                              | Democrazia Cristiana                              | Democrazia Cristiana                              | 23 luglio 1990                                    | agosto 1990                                       | [ N 11 ]                                          |
| Ennio Cosenza                                        |                                                   | Democrazia Cristiana                              | Democrazia Cristiana                              | Democrazia Cristiana                              | 30 ottobre 1990                                   | marzo 1991                                        | [ N 12 ]                                          |
| Domenico Magliarditi                                 |                                                   | Democrazia Cristiana                              | Democrazia Cristiana                              | Democrazia Cristiana                              | 28 marzo 1991                                     | 10 dicembre 1992                                  | [ N 13 ]                                          |
| Rosario Pisciotta (Commissario regionale)            | –                                                 | –                                                 | –                                                 | –                                                 | 16 dicembre 1992                                  | 22 dicembre 1993                                  |                                                   |
| Sindaci eletti direttamente dai cittadini (dal 1993) |                                                   |                                                   |                                                   |                                                   |                                                   |                                                   |                                                   |
| Nominativo                                           | Partito                                           | Partito                                           | Lista                                             | Lista                                             | Mandato                                           | Mandato                                           | Note                                              |
| Nominativo                                           | Partito                                           | Partito                                           | Lista                                             | Lista                                             | Inizio                                            | Fine                                              | Note                                              |
| Angelo Coco                                          |                                                   | Indipendente                                      |                                                   | Lista civica                                      | 23 dicembre 1993                                  | 30 novembre 1997                                  |                                                   |
| Antonino Caselli                                     |                                                   | Indipendente                                      |                                                   | Lista civica                                      | 01 dicembre 1997                                  | 25 maggio 2000                                    | [ N 14 ]                                          |
| Grazia Bellia (Commissario regionale)                | –                                                 | –                                                 | –                                                 | –                                                 | 28 giugno 2000                                    | 26 novembre 2000                                  |                                                   |
| Angelo Coco                                          |                                                   | Indipendente                                      |                                                   | Lista civica                                      | 27 novembre 2000                                  | 29 dicembre 2003                                  | [ N 15 ]                                          |
| Michele Cipolla (Commissario regionale)              | –                                                 | –                                                 | –                                                 | –                                                 | 15 gennaio 2004                                   | 13 giugno 2004                                    |                                                   |
| Concetto Trifilò                                     |                                                   | Indipendente                                      |                                                   | Lista civica                                      | 14 giugno 2004                                    | 9 agosto 2005                                     | [ N 16 ]                                          |
| Carlo Casarrubea (Commissario regionale)             | –                                                 | –                                                 | –                                                 | –                                                 | 16 agosto 2005                                    | 12 giugno 2006                                    |                                                   |
| Antonino Caselli                                     |                                                   | Indipendente                                      |                                                   | Lista civica                                      | 13 giugno 2006                                    | 30 maggio 2011                                    |                                                   |
| Antonino Caselli                                     | 31 maggio 2011                                    | Indipendente                                      | 7 giugno 2016                                     | Lista civica                                      |                                                   |                                                   |                                                   |
| Corrado Ximone                                       |                                                   | Indipendente                                      |                                                   | Lista civica                                      | 8 giugno 2016                                     | 12 ottobre 2021                                   |                                                   |
| Antonino Caselli                                     |                                                   | Indipendente                                      |                                                   | Lista civica                                      | 13 ottobre 2021                                   | in carica                                         |                                                   |